# Teewurst

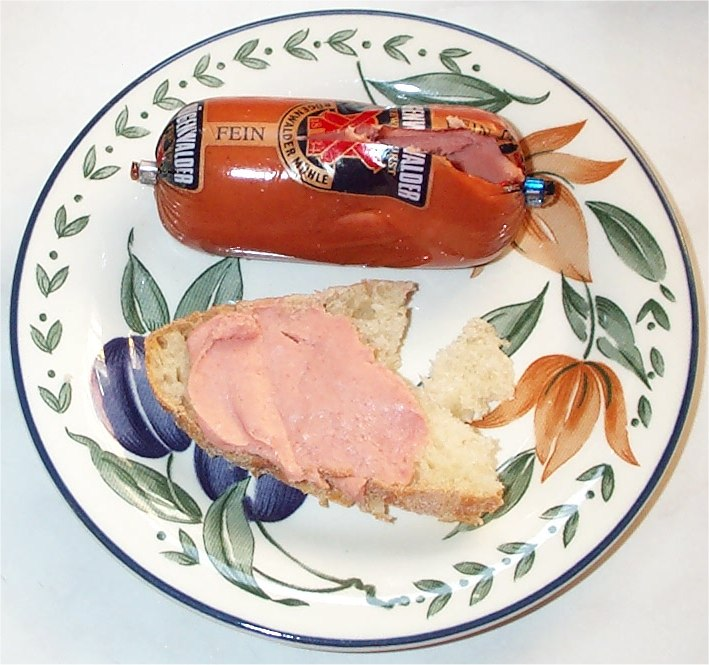
Exposición de una Rügenwalder Teewurst untada sobre una rodaja de pan.

El Teewurst es una salchicha típica de la cocina alemana elaborada a partir de porciones de carne de cerdo magras (y a veces carne de vaca) y de tocino, que se embuten en una cubierta generalmente de plástico (sobre todo cubiertas artificiales con características porosas) antes de ser ahumadas con humo procedente de astillas de madera de haya durante siete a diez días con el objeto de desarrollar su gusto típico. El Teewurst contiene entre un 30 y un 40 por ciento de grasa. De sabor especiado y textura pastosa, se suele consumir untada en pan (generalmente un Brötchen).

## Etimología
El Teewurst se inventó en Pomerania probablemente en la pequeña ciudad del mar Báltico de Rügenwalde (hoy en día  Darłowo en Polonia), a mediados del siglo XIX. Su nombre significa en alemán: "salchicha del té", y se denomina así por el hábito de servirse untada en sándwiches a la hora del té.

## Historia
La fábrica de esta salchicha era ya prominente en el año 1834 en la ciudad de Rügenwalder y su propietario era por aquel entonces Carl Müller. Hasta el año 1945 la industria de la salchicha estaba establecida en la ciudad de Rügenwalde, y el Teewurst era su producto más conocido. En el año 1927 el término Rügenwalder Teewurst era declarado denominación de origen protegida. Tras la Segunda Guerra Mundial, los fabricantes de la salchicha de Rügenwalde huyeron a la república de Alemania Federal, donde establecieron nuevas compañías y reiniciaron de nuevo la producción de Teewurst. Establecieron una asociación de fabricantes de salchichas de Rügenwald, entre cuyas actividades realizadas está la de elaborar la marca registrada para la Rügenwalder Teewurst en el año 1957. Hoy en día, solamente se permite a las compañías que tenían antaño sus bases en Rügenwalde utilizar el término Rügenwalder Teewurst. Todas las otras empresas utilizan el término Teewurst al estilo de Rügenwalde (Teewurst nach Rügenwalder Art).